# Aveiro (stad)
Aveiro (IPA: [aˈvɐjɾu]) is een stad en gemeente in het gelijknamige  district in Portugal.
De gemeente heeft een totale oppervlakte van 200 km² en telde 78.450 inwoners in 2011.
De stad Aveiro is de hoofdplaats van de gemeente met ongeveer 50.000 inwoners.

## Ligging
Aveiro ligt aan het binnenmeer Ria de Aveiro en wordt doorsneden door een aantal kanalen (Canal de São Roque, Canal das Pirâmides en Canal dos Santos Mârtires). Hierdoor wordt de stad ook wel het Venetië van Portugal genoemd en heeft ze een licht Nederlands aandoende uitstraling. De gondels in de kanalen heten moliceiro's en werden veel gebruikt voor het binnenhalen van zeewier.
De stad staat ook bekend om het zeezout dat er gewonnen wordt.
In het centrum is door Nederlandse architecten een groot winkelcentrum gebouwd.
De universiteit van Aveiro werd gesticht in 1973 en heeft rond de 11.000 studenten. De aangeboden studierichtingen zijn over het algemeen technisch of beta-wetenschappelijk van aard, maar ook wordt er musicologie en theaterwetenschap onderricht.

## Specialiteiten

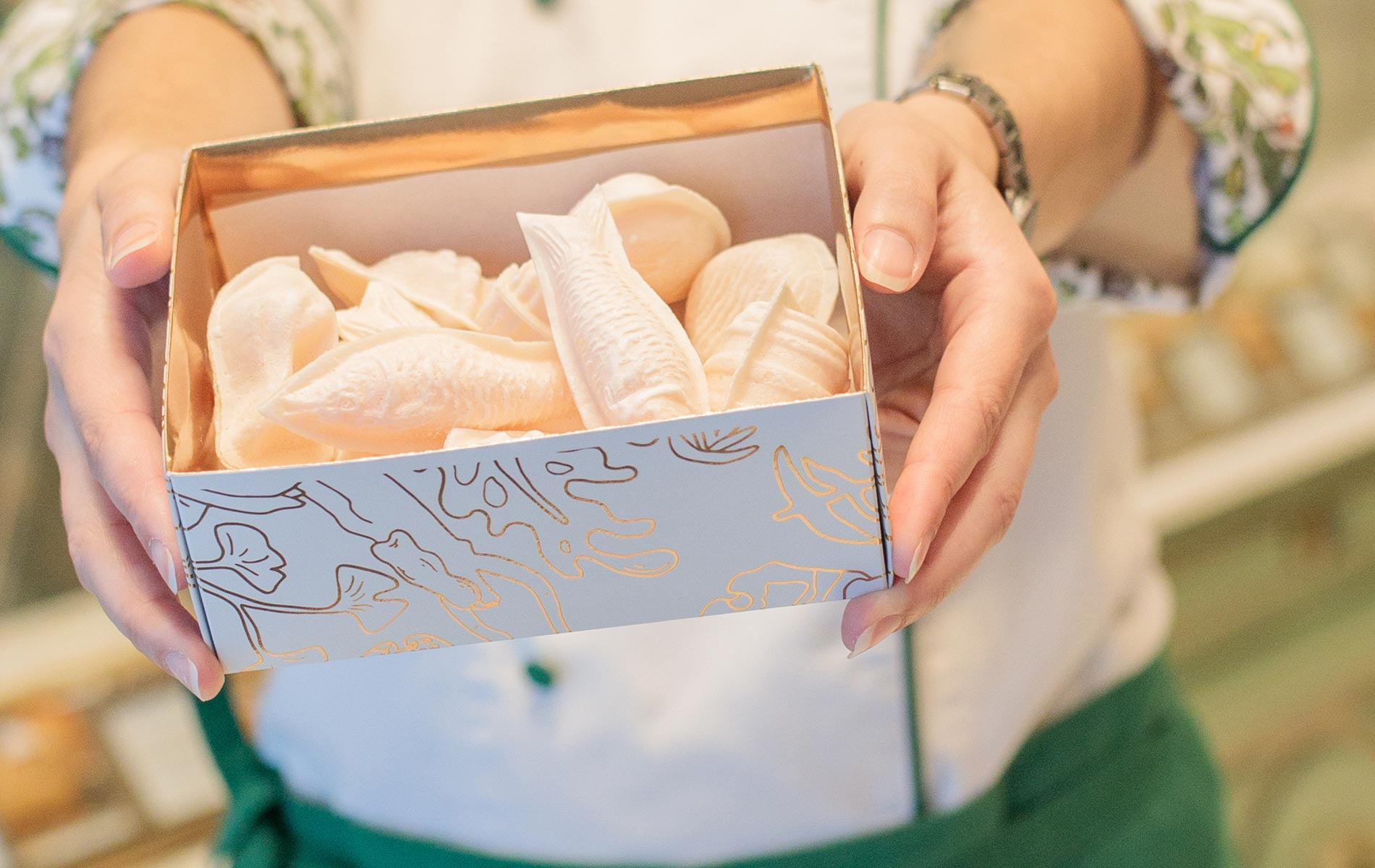
Ovos Moles in visvorm

Een typische specialiteit uit Aveiro is Ovos Moles. De zoete lekkernij wordt gemaakt van eigeel en suiker.

## Plaatsen in de gemeente
- Aradas
- Cacia
- Eirol
- Eixo
- Esgueira
- Glória
- Nariz
- Nossa Senhora de Fátima
- Oliveirinha
- Requeixo
- São Bernardo
- São Jacinto
- Santa Joana
- Vera Cruz

## EK voetbal 2004
Tijdens het EK 2004 werden er twee wedstrijden in Aveiro gespeeld (in het voor de gelegenheid gebouwde stadion Aveiro Municipal wat gemeentelijk stadion betekent, met bijnaam 'de snoepwinkel' vanwege zijn veelkleurig uiterlijk), waaronder de (verloren) wedstrijd van het Nederlands elftal tegen Tsjechië.
De thuisclub van het stadion Aveiro Municipal is SC Beira-Mar, uitkomend in de SuperLiga, de hoogste Portugese competitie.

## Geboren
- Arnaldo Edi Lopes da Silva, "Edinho" (1982), voetballer
- David Carmo (1999), voetballer

## Galerij

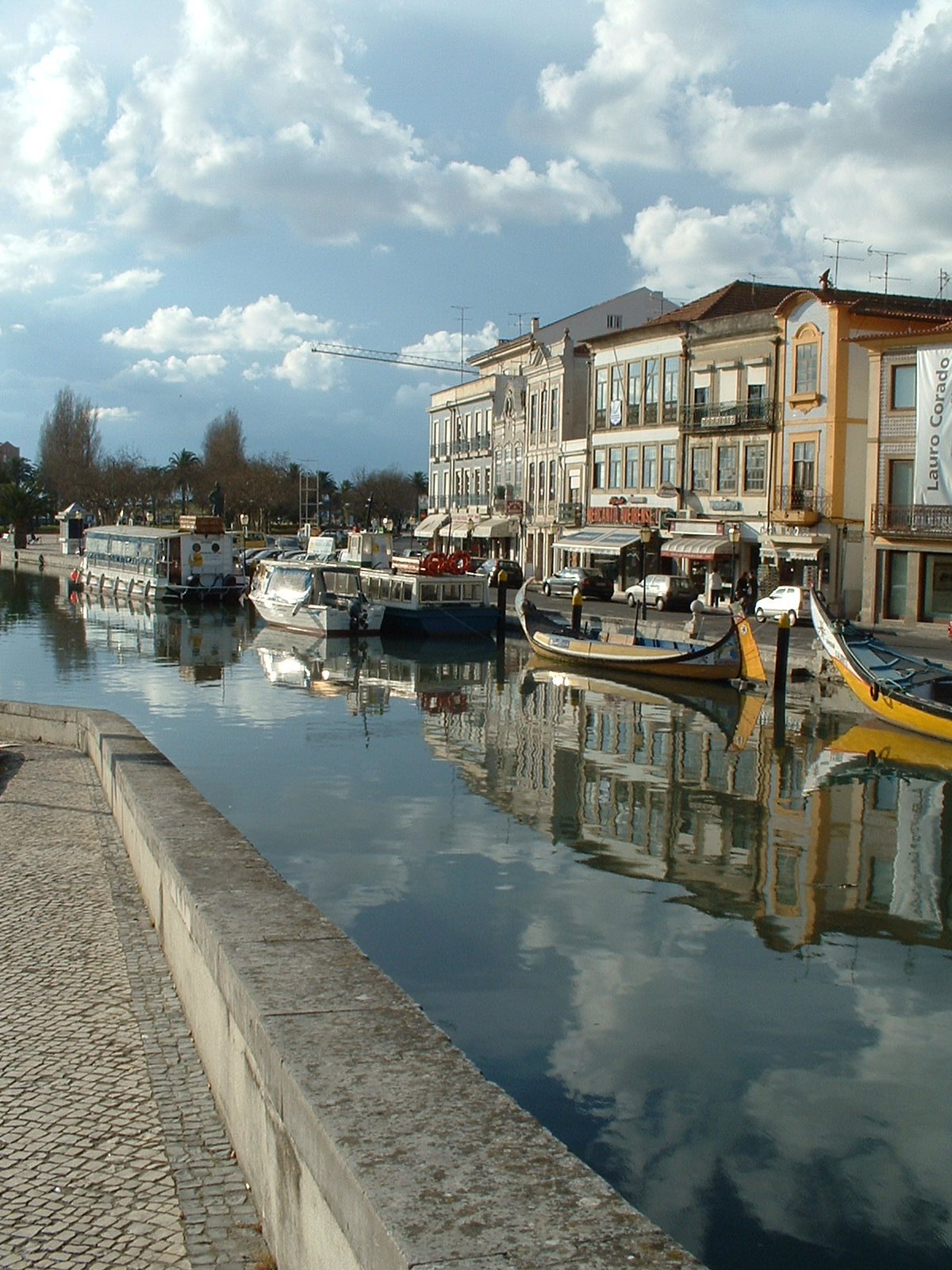
Canal Central in Aveiro
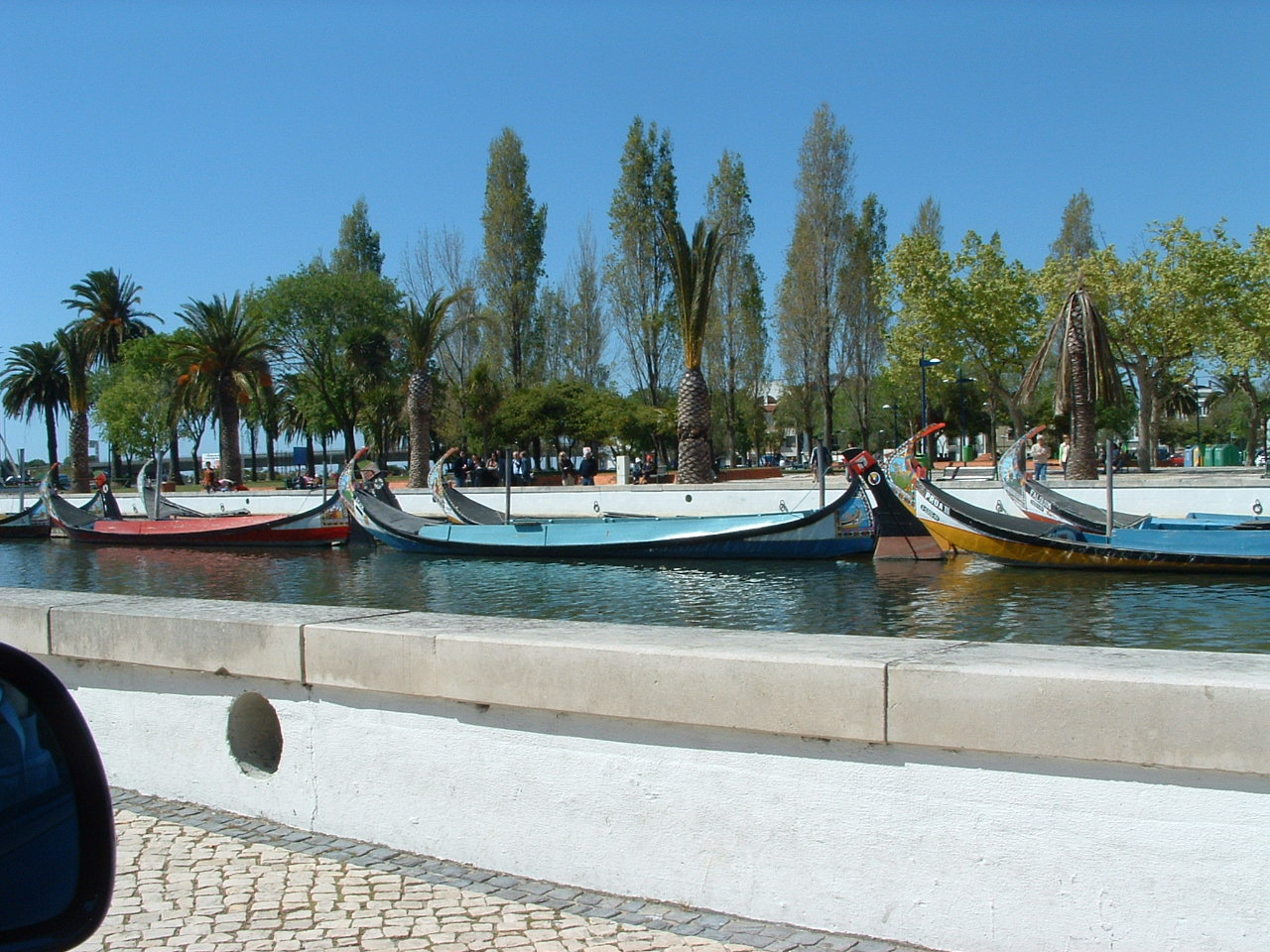
Een aantal boten Barcos Moliceiros in Aveiro
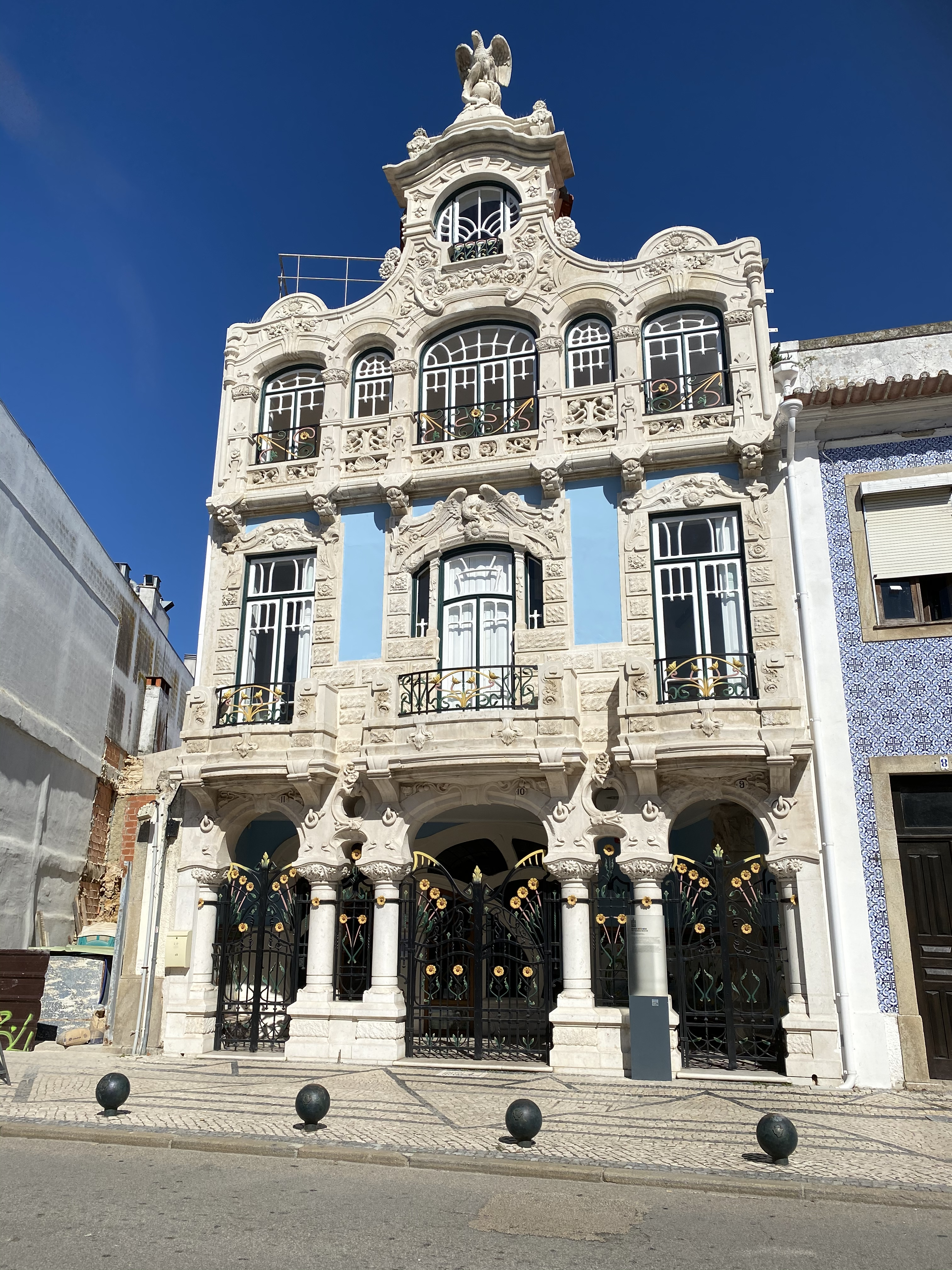
Museu de Arte Nova Aveiro
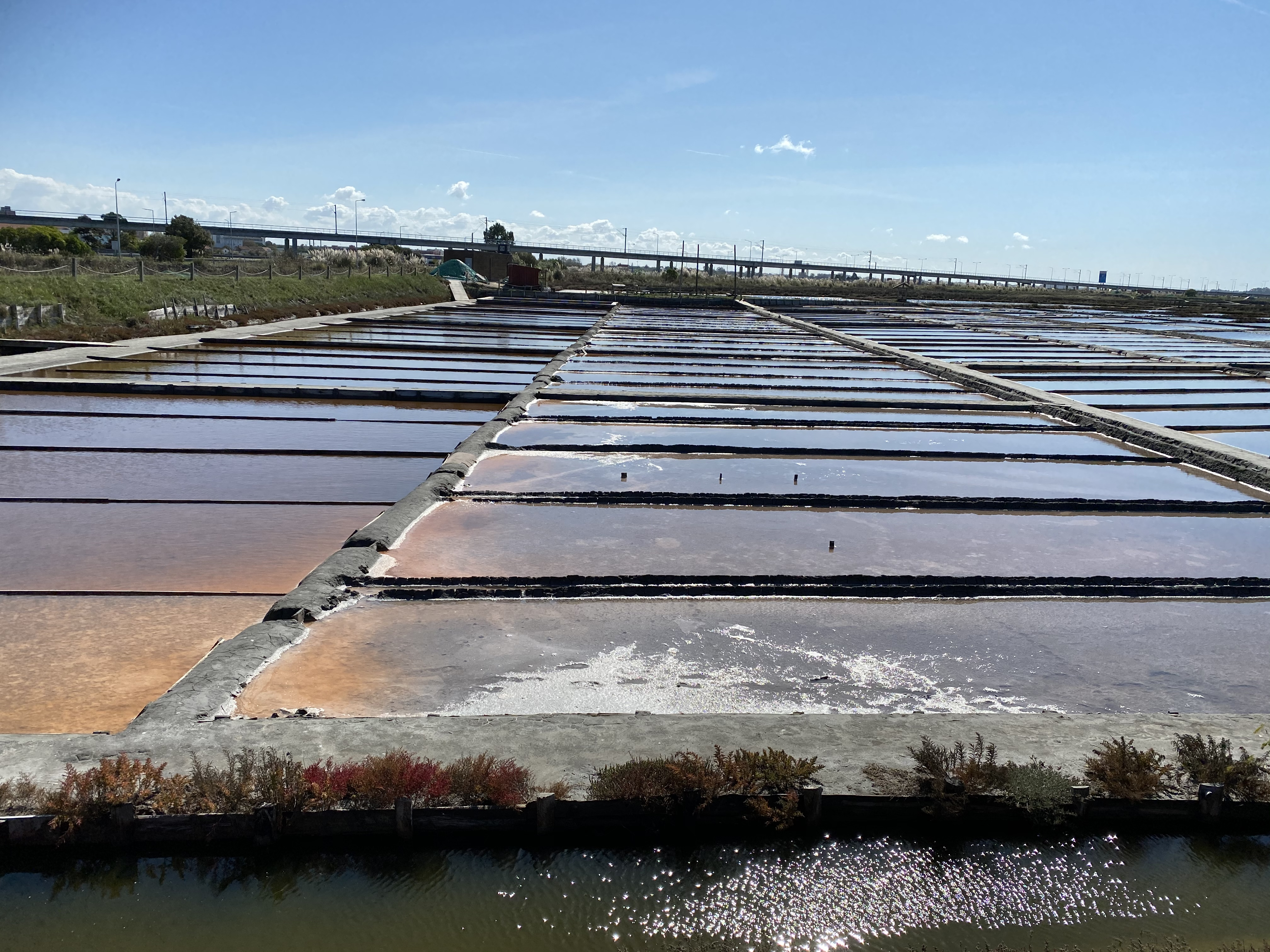
Zoutpannen van Aveiro